# Meggett
Meggett is een plaats (town) in de Amerikaanse staat South Carolina, en valt bestuurlijk gezien onder Charleston County.

## Demografie
Bij de volkstelling in 2000 werd het aantal inwoners vastgesteld op 1230.
In 2006 is het aantal inwoners door het United States Census Bureau geschat op 1325.

## Geografie
Volgens het United States Census Bureau beslaat de plaats een oppervlakte van
38,4 km², waarvan 37,7 km² land en 0,7 km² water.